# Ejido Nuevo Saltillo
Ejido Nuevo Saltillo är en ort i Mexiko.   Den ligger i kommunen San Juan Evangelista och delstaten Veracruz, i den sydöstra delen av landet, 500 km öster om huvudstaden Mexico City. Ejido Nuevo Saltillo ligger 81 meter över havet och antalet invånare är 240.
Terrängen runt Ejido Nuevo Saltillo är huvudsakligen platt. Ejido Nuevo Saltillo ligger uppe på en höjd. Runt Ejido Nuevo Saltillo är det glesbefolkat, med 10 invånare per kvadratkilometer. Närmaste större samhälle är Estación Juanita, 16,8 km nordväst om Ejido Nuevo Saltillo. Omgivningarna runt Ejido Nuevo Saltillo är en mosaik av jordbruksmark och naturlig växtlighet.